# 富山県道61号滑川上市線
富山県道61号滑川上市線（とやまけんどう61ごう なめりかわかみいちせん）は、富山県滑川市と上市町を結ぶ県道（主要地方道）である。

## 概要

### 路線データ
- 起点：富山県滑川市河端町（富山県道1号富山魚津線交点）
- 終点：富山県中新川郡上市町新町（富山県道3号富山立山魚津線交点）

## 歴史
当県道は古来、立山道と言われ、その起源は天正年間と言われている。江戸時代の道は俗に3尺道と言われ、狭い道であったが、明治初年に大八車が導入されると1間（1.81m）に拡幅された。
- 1885年（明治18年）10月 - 滑川 - 上市間の道路が着工[1]。
- 1886年（明治17年）4月 - 延長2里（8㎞）、幅員12尺（3.63m）、橋22箇所、迂回箇所の直線化12箇所、総工費3千余円（うち約1,000円が地元有志の寄付）にて完成し、同年5月9日、午前に滑川町、午後に上市村で開通式典が挙行される[2][1]。
- 1887年（明治20年）6月 - 立山道が県道に指定される[3]。
- 1933年（昭和8年）12月1日 - 拡幅改良工事に着手[4]。
- 1934年（昭和9年）8月15日 - 拡幅改良工事が完成し、現在の幅員となる[4]。
- 1968年（昭和43年） - 舗装工事が完成[5]。
- 1993年（平成5年）5月11日 - 建設省から、県道滑川上市線が滑川上市線として主要地方道に指定される[6]。

## 地理

### 通過する自治体
- 滑川市
- 中新川郡上市町

### 交差する道路
- 富山県道1号富山魚津線（滑川市河端町、起点）
- 富山県道320号古鹿熊滑川線（滑川市加島町）
- 富山県道151号辻滑川線（滑川市加島町）
- 富山県道135号富山滑川魚津線（滑川市下梅沢）
- 国道8号（滑川市有金）
- 富山県道137号堀江魚津線（滑川市堀江）
- 富山県道148号上市水橋線・富山県道155号山本北中町線（上市町荒田）
- 富山県道3号富山立山魚津線（上市町新町、終点）